# Parwanoo
Parwanoo é uma cidade  no distrito de Solan, no estado indiano de Himachal Pradesh.

## Demografia
Segundo o censo de 2001, Parwanoo tinha uma população de 8609 habitantes. Os indivíduos do sexo masculino constituem 61% da população e os do sexo feminino 39%. Parwanoo tem uma taxa de literacia de 73%, superior à média nacional de 59,5%: a literacia no sexo masculino é de 74% e no sexo feminino é de 71%. Em Parwanoo, 12% da população está abaixo dos 6 anos de idade.